# Chester (condado de Warren, Nueva York)
Chester es un pueblo ubicado en el condado de Warren en el estado estadounidense de Nueva York. En el año 2000 tenía una población de 3,614 habitantes y una densidad poblacional de 16.5 personas por km².

## Geografía
Chester se encuentra ubicado en las coordenadas 43°40′37″N 73°50′50″O / 43.67694, -73.84722.

## Demografía
Según la Oficina del Censo en 2000 los ingresos medios por hogar en la localidad eran de $37,452, y los ingresos medios por familia eran $42,473. Los hombres tenían unos ingresos medios de $30,355 frente a los $21,740 para las mujeres. La renta per cápita para la localidad era de $16,740. Alrededor del 12.5% de la población estaban por debajo del umbral de pobreza.